# USS Bostwick (DE-103)
USS Bostwick (DE-103) là một tàu hộ tống khu trục lớp Cannon từng phục vụ cùng Hải quân Hoa Kỳ trong Chiến tranh Thế giới thứ hai. Nó là chiếc tàu chiến duy nhất của Hải quân Hoa Kỳ được đặt theo tên Phó đô đốc Lucius Allyn Bostwick (1869-1940), người từng tham gia Thế Chiến I và được tặng thưởng Huân chương Chữ thập Hải quân. Nó đã phục vụ cho đến khi chiến tranh kết thúc, xuất biên chế năm 1946, rồi được chuyển cho Hải quân Trung Hoa dân quốc năm 1948, và tiếp tục phục vụ như là chiếc ROCS Taicang (DE-25) (太倉 - Hán-Việt: Thái Thương) cho đến năm 1972. Con tàu bị tháo dỡ một năm sau đó. Bostwick được tặng thưởng hai Ngôi sao Chiến trận do thành tích phục vụ trong Thế Chiến II.

## Thiết kế và chế tạo
Lớp Cannon có thiết kế hầu như tương tự với lớp Buckley dẫn trước; khác biệt chủ yếu là ở hệ thống động lực Kiểu DET (diesel electric tandem). Các động cơ diesel đặt nối tiếp nhau dẫn động máy phát điện để cung cấp điện năng quay trục chân vịt cho con tàu. Động cơ diesel có ưu thế về hiệu suất sử dụng nhiên liệu, giúp cho lớp Cannon cải thiện được tầm xa hoạt động, nhưng đánh đổi lấy tốc độ chậm hơn.
Vũ khí trang bị bao gồm ba pháo 3 in (76 mm)/50 cal trên tháp pháo nòng đơn có thể đối hạm hoặc phòng không, một khẩu đội pháo phòng không Bofors 40 mm nòng đôi và tám pháo phòng không Oerlikon 20 mm. Vũ khí chống ngầm bao gồm một dàn súng cối chống tàu ngầm Hedgehog Mk. 10 (có 24 nòng và mang theo 144 quả đạn); hai đường ray Mk. 9 và tám máy phóng K3 Mk. 6 để thả mìn sâu. Con tàu vẫn giữ lại ba ống phóng ngư lôi Mark 15 21 inch (533 mm). Thủy thủ đoàn đầy đủ bao gồm 15 sĩ quan và 201 thủy thủ.
Bostwick được đặt lườn tại xưởng tàu của hãng Dravo Corporation ở Wilmington, Delaware vào ngày 6 tháng 2, 1943. Nó được hạ thủy vào ngày 30 tháng 8, 1943, được đỡ đầu bởi bà Fred D. Pierce, và nhập biên chế cùng Hải quân Hoa Kỳ vào ngày 1 tháng 12, 1943 dưới quyền chỉ huy của Hạm trưởng, Thiếu tá Hải quân John Henry Church, Jr.

## Lịch sử hoạt động

### USSBostwick
Sau khi hoàn tất việc chạy thử máy tại khu vực Bermuda từ cuối tháng 12, 1943 đến đầu tháng 1, 1944, Bostwick gia nhập Hạm đội Đại Tây Dương và đảm nhiệm vai trò tàu huấn luyện cho các thủy thủ đoàn của những tàu hộ tống khu trục trong tương lai. Đến ngày 15 tháng 2, nó cùng các tàu hộ tống khu trục Thomas (DE-102), Bronstein (DE-189), Breeman (DE-104) và Corry (DD-463) tham gia Đội đặc nhiệm 21.16, một đội tìm-diệt chống tàu ngầm được hình thành chung quanh tàu sân bay hộ tống Block Island (CVE-21). Lực lượng tiến hành tuần tra nhằm truy lùng tàu ngầm U-boat Đức hoạt động dọc theo tuyến đường hàng hải chính vượt Đại Tây Dương sang đến tận Casablanca, Maroc.
Lúc 22 giờ 08 phút ngày 29 tháng 2, Bronstein phát hiện một tàu lạ qua màn hình radar ở khoảng cách 6.500 yd (5.900 m); nó phối hợp cùng Thomas và Bostwick tiếp cận để bao vây mục tiêu nghi ngờ. Sau khi xác định đối tượng là một tàu ngầm đang nổi trên mặt nước, Bronstein bắn pháo vào mục tiêu nhưng đối thủ lập tức lặn xuống nước. Các tàu hộ tống theo dõi mục tiêu qua sonar và tấn công bằng các loạt mìn sâu cho đến 03 giờ 24 phút, khi một loạt mìn sâu của Thomas tạo ra một vụ nổ lớn dưới nước. Nhiều khả năng mục tiêu bị tiêu diệt là tàu ngầm U-709, vốn được chính thức ghi nhận là mất tích.
Đội đặc nhiệm 21.16 đi đến cảng Casablanca vào ngày 8 tháng 3 để nghỉ ngơi và tiếp nhiên liệu, rồi lại lên đường ba ngày sau đó để tiếp tục tuần tra chống tàu ngầm. Bostwick được lệnh tách ra khỏi đội vào ngày 31 tháng 3 và lên đường quay trở về Hoa Kỳ, chuẩn bị để hộ tống một đoàn tàu vận tải vượt Đại Tây Dương. Đoàn tàu đi đến Bizerte, Tunisia an toàn vào ngày 4 tháng 5, và Bostwick khởi hành vào ngày 11 tháng 5 hộ tống cho đoàn tàu quay trở về, đi đến New York vào ngày 30 tháng 5.
Bostwick trải qua những tuần lễ tiếp theo hoạt động huấn luyện ôn tập tại khu vực Casco Bay, Maine. Đến ngày 25 tháng 6, nó tham gia một đội tìm-diệt chống tàu ngầm khác được hình thành chung quanh tàu sân bay hộ tống Card (CVE-11), và hoạt động chống tàu ngầm đối phương tại Đại Tây Dương và khu vực Tây Ấn. Trong một hoạt động truy lùng tàu ngầm U-boat đối phương về phía Nam Newfoundland vào ngày 5 tháng 7, Thomas đã nả pháo rồi húc và đánh chìm được tàu ngầm U-233 tại tọa độ 42°16′B 59°49′T / 42,267°B 59,817°T. Đội đặc nhiệm rút lui về Boston để Thomas được sửa chữa trước khi lại lên đường vào ngày 10 tháng 7, hướng sang khu vực Tây Ấn để tìm kiếm một tàu U-boat vốn được báo cáo đã phóng ngư lôi vào nhiều tàu buôn. Vào ngày 16 tháng 7, khi máy bay phát hiện mục tiêu ở các đội đặc nhiệm 60 mi (97 km), Bostwick cùng Bronstein nỗ lực truy lùng chiếc tàu ngầm U-boat đối phương nhưng không có kết quả; họ buộc phải quay trở lại cùng Đội đặc nhiệm 22.10 tại San Juan, Puerto Rico vào ngày 18 tháng 7. Sau đó Bostwick quay trở lại New York vào ngày 25 tháng 8 để được bảo trì trong mười ngày.
Sang tháng 9, Bostwick tiến hành huấn luyện ôn tập tại khu vực Casco Bay trước khi gia nhập trở lại cùng Card trong thành phần Đội đặc nhiệm 22.2, và huấn luyện phối hợp tàu ngầm trong ba ngày tại vùng biển Bermuda. Đội đặc nhiệm tiếp tục hoạt động tuần tra truy lùng tàu ngầm đối phương từ ngày 25 tháng 9. Trên đường đi sang Casablanca, tại vị trí ở phía Bắc quần đảo Azores, chiếc tàu khu trục đã tấn công một tín hiệu nghi ngờ là tàu ngầm đối phương, nhưng không đem lại kết quả rõ ràng. Đội đặc nhiệm 22.2 ở lại cảng Casablanca trong các ngày 25 và 26 tháng 10 rồi quay trở về New York vào ngày 5 tháng 11. Sau khi được bảo trì tại Xưởng hải quân New York, Bostwick trở ra khơi để gia nhập cùng Card trong hoạt động tuần tra tại vùng biển Bermuda. Đội đặc nhiệm 22.2 trải qua một tháng tiếp theo thực hành huấn luyện nhằm chuẩn bị đối phó với một chiến dịch tấn công lớn của tàu ngầm Đức; họ quay trở về New York vào ngày 31 tháng 12.
Vào đầu tháng 1, 1945, Bostwick đi đến vịnh Narragansett để tháp tùng bảo vệ cho tàu sân bay hộ tống Prince William (CVE-31) trong hoạt động huấn luyện chuẩn nhận phi công tàu sân bay. Con tàu quay trở về New York vào ngày 22 tháng 1, rồi được lệnh tham gia cùng tàu sân bay hộ tống Core (CVE-13) thuộc Đội đặc nhiệm 22.4, vốn bao gồm 12 tàu hộ tống khu trục, để tiếp nối nhiệm vụ tìm-diệt tàu ngầm. Nó gặp gỡ đội tìm-diệt vào ngày 16 tháng 2 tại vị trí cách 600 mi (970 km) về phía Nam Iceland. Lực lượng hình thành nên một đội hình tuần tra càn quét kéo dài 90 mi (140 km), nhưng việc truy tìm chiếc tàu ngầm đối phương không mang lại kết quả. Phải đối mặt với hoàn cảnh thời tiết bất lợi, đội đặc nhiệm phải rút lui về cảng Hvalfjordür, Iceland vào ngày 25 tháng 2 để nghỉ ngơi và tiếp nhiên liệu. Họ lại ra khơi ba ngày sau đó để tiếp tục truy tìm nhiều tàu U-boat đối phương được cho là đang hướng mũi Flemish, nhưng cũng không có kết quả, cho đến khi bàn giao lại nhiệm vụ cho Đội đặc nhiệm 22.13 vào ngày 14 tháng 3.
Bostwick đi đến New York vào ngày 17 tháng 3, nơi nó được sửa chữa những hư hại trong năm ngày trước khi quay trở lại tiếp tục phục vụ canh phòng máy bay cho Card. Đến ngày 14 tháng 4, đội hộ tống được lệnh truy lùng tàu ngầm đối phương tại vùng biển ngay cửa vịnh Chesapeake; độihộ tống tách thành hai nhóm phía Bắc và phía Nam. Trong đêm 29 tháng 4, 1945, nhóm phía Bắc đang ở vị trí về phía Đông mũi Henry khi Natchez (PF-2) dò được tín hiệu sonar một tàu ngầm U-boat. Chiếc tàu frigate tìm cách húc đối phương nhưng đối thủ kịp thời lặn xuống. Sau khi nhận được tin báo, Bostwick, Thomas cùng với Coffman (DE-191) đi đến để trợ giúp. Coffman tiến hành ba lượt tấn công trong khi Thomas hoạt động ngăn chặn và Bostwick thả một loạt mìn sâu, ghi nhận những vụ nổ ngầm dưới nước khoảng tám phút sau đó. Natchez quay lại tấn công lúc 02 giờ 07 phút, loạt mìn sâu của nó tạo ra một mảng dầu loang lớn; và 45 phút sau đó một tiếng nổ lớn xảy ra dưới nước. Sau đó không còn dò thấy tín hiệu tàu ngầm đối phương. Thoạt tiên người ta cho rằng đã tiêu diệt được chiếc U-boat U-548, nhưng sau này được xác định là U-879 đã bị đánh chìm tại tọa độ 36°34′B 74°00′T / 36,567°B 74°T với tổn thất nhân mạng toàn bộ 52 thành viên thủy thủ đoàn.
Bostwick ăn mừng ngày Chiến thắng tại Châu Âu tại New York, rồi lên đường đi New London, Connecticut rồi sau đó đến Quonset Point, Rhode Island để huấn luyện và phục vụ canh phòng máy bay cho hoạt động huấn luyện chuẩn nhận phi công tàu sân bay. Vào giữa tháng 7, chiếc tàu hộ tống khu trục quay trở lại New York để tham gia một chuyến đi trình diễn kéo dài ba ngày dành cho công chúng. Nó quay trở lại nhiệm vụ canh phòng máy bay cho các tàu sân bay Mission Bay (CVE-59) và Croatan (CVE-25), nhưng phải kết thúc sớm vì cần được bảo trì tại Xưởng hải quân New York từ ngày 24 tháng 9 đến ngày 15 tháng 10. Con tàu tham gia những lễ hội tại New York nhân ngày Hải quân vào cuối tháng 10.
Không lâu sau đó, Bostwick được lệnh chuẩn bị ngừng hoạt động. Nó lên đường vào ngày 15 tháng 11 để hướng đến Green Cove Springs, Florida, nơi nó được cho xuất biên chế vào ngày 30 tháng 4, 1946 và được đưa về Đội Green Cove Springs trực thuộc Hạm đội Dự bị Đại Tây Dương. Tên nó được cho rút khỏi danh sách Đăng bạ Hải quân vào ngày 10 tháng 2, 1949.

### ROCSTaicang(DE-25)
Con tàu được chuyển cho Hải quân Trung Hoa dân quốc vào ngày 14 tháng 12, 1948, và được đổi tên thành ROCS Taicang (DE-25) (太倉 - Hán-Việt: Thái Thương).
Cùng với chính phủ Trung Hoa dân quốc và lực lượng Quốc dân Đảng, Taicang triệt thoái sang Đài Loan vào năm 1949. Vào ngày 13 tháng 2, 1951, theo mệnh lệnh trực tiếp của Tổng thống Đài Loan, Thống chế Tưởng Giới Thạch thi hành một Chính sách Đóng cửa phong tỏa các cảng biển đã bị lực lượng Trung Cộng kiểm soát; nó dẫn đầu một lực lượng hải quân trong hoạt động chiếm giữ chiếc tàu chở hàng dân sự Na Uy Hoi Houw tại tọa độ 24°13′B 123°18′Đ / 24,217°B 123,3°Đ ở vùng biển Tây Thái Bình Dương, trong phạm vi lãnh thổ đảo Yaeyama của Nhật Bản.
Sang ngày 4 tháng 10, 1953, Taicang lại tham gia một lực lượng hải quân trong hoạt động chiếm giữ chiếc tàu chở dầu Ba Lan Praca trong vùng biển Philippine, tại tọa độ 21°06′B 122°48′Đ / 21,1°B 122,8°Đ. Đến ngày 12 tháng 5, 1954, con tàu lại tham gia một lực lượng đã nổ súng đánh chặn và chiếm giữ một tàu chở hàng dân sự khác của Ba Lan, chiếc Prezydent Gottwald, tại vùng biển về phía Đông quần đảo Batanes, Philippines và phía Nam Okinawa, ở tọa độ 23°45′B 128°35′Đ / 23,75°B 128,583°Đ. Mọi con tàu này đều bị Hải quân Đài Loan trưng dụng, còn thủy thủ được phóng thích, xử tử hay giam giữ cho đến tối đa 35 năm, cho đến tận năm 1988.
Taicang ngừng hoạt động và bị tháo dỡ vào năm 1973.

## Phần thưởng
Bostwick được tặng thưởng hai Ngôi sao Chiến trận do thành tích phục vụ trong Thế Chiến II.
|  | Bronze star · Bronze star |

| Huân chương Chiến dịch Hoa Kỳ | Huân chương Chiến dịch Châu Âu-Châu Phi-Trung Đông với 2 Ngôi sao Chiến trận | Huân chương Chiến thắng Thế Chiến II |